# Shenimysis cordata
Shenimysis cordata är en kräftdjursart som beskrevs av Wang 1998. Shenimysis cordata ingår i släktet Shenimysis och familjen Mysidae. Inga underarter finns listade i Catalogue of Life.